# 牧野光成
牧野 光成（まきの みつなり）は、江戸時代前期の越後国長岡藩の世嗣。通称は老之助。官位は従五位下・大和守。

## 略歴
長岡藩初代藩主・牧野忠成の長男として誕生。母は永原道真の娘。初名は忠虎。正室は本多俊次の娘。
寛永4年（1627年）に従五位下・大和守に叙任。3代将軍・徳川家光より偏諱を賜い光成と改名。寛永11年（1634年）7月には父・忠成と共に家光の上洛に随従。しかし、家督相続前の寛永14年（1637年）に俄かに死去した。享年24。法名は清厳院殿順譽徳崇興和大居士。葬地は江戸駒込の榮松院。
代わって光成の長男・忠盛（後に忠成と改名）が嫡子となった。